# Hamnholmen, Helsingfors
Hamnholmen, finska: Satamasaari, är en ö i Finland. Den ligger i Finska viken och i kommunen Helsingfors i den ekonomiska regionen  Helsingfors i landskapet Nyland, i den södra delen av landet. Ön ligger nära Helsingfors.
Öns area är 3,9 hektar och dess största längd är 280 meter i sydöst-nordvästlig riktning. Ön höjer sig omkring 15 meter över havsytan.